# Angela Ghayour
Angela Ghayour és una professora afganesa, fundadora de Herat Online School.
Tenia només 13 anys quan va començar a ensenyar a nens afganesos que no podien anar a l'escola. Més de dues dècades després, va iniciar una escola en línia per educar dones i nens a l'Afganistan, després que els talibans prenguessin el país i ordenessin a les nenes i dones joves afganeses que es quedessin a casa.
Angela va haver d'abandonar la ciutat afganesa d'Herat quan va esclatar la guerra civil el 1992 als vuit anys. La família va fugir a l'Iran i s'hi va establir, però les anomalies del visat van impedir que Angela i els seus germans assistissin a l'escola durant cinc anys.
Quan finalment Angela va començar a anar a l'escola, va decidir ajudar els nens com ella. Va començar ensenyant a 14 nens afganesos que no podien anar a l'escola. El seu pare era jardiner i ella reunia la petita classe al seu jardí ben cuidat i els ensenyava tot el que havia après aquell dia: lectura, escriptura i matemàtiques.
Anys més tard, Angela va tornar a l'Afganistan després que els talibans fossin deposats del poder, i va completar la seva educació, passant a ser professora de secundària qualificada. Va emigrar moltes vegades primera als Països Baixos i després al Regne Unit.
Després de 20 anys de guerra, els talibans van tornar al poder mentre els Estats Units evacuaven les seves darreres forces. Dues dècades de progrés en l'educació de les dones es van posar en perill en el que semblava un segon. Angela estava deprimida davant la perspectiva que les nenes se'ls neguessin l'educació una vegada més, com havia estat durant els seus primers cinc anys a l'Iran. Es va sentir obligada a actuar després de tres mesos sense rebre cap indicació dels talibans que les limitacions s'alleugeririen. Ara és fundadora de l'escola Online Herat que compta amb uns 1.000 estudiants i 400 professors voluntaris. La seva escola en línia ofereix ara més de 170 classes diferents mitjançant els programes en línia per Telegram i Skype, des de matemàtiques i música fins a cuina i pintura. La majoria dels professors són iranians que treballen de dues a vuit hores cada dia. "Sento que aquesta escola és el resultat de tot el meu dolor, les meves agonies i experiències", va dir Angela. "El nostre lema és, la ploma en lloc de la pistola".
La BBC la va incloure a la seva llista 100 Women BBC de 2021.